# Амхара
 Тази статия е за региона.  За етническата група вижте Амхарци.  За езика вижте Амхарски език.
Амхара е един от деветте региона на Етиопия. В него живеят Амхарците. Граничи със Судан. Столицата на региона е град Бахир Дар. Площта на Амхара е 156 960 квадратни километра.
На територията на региона е разположено езерото Тана и най-високата точка на Етиопия – връх Рас Дашан, висок 4550 метра.
Регионът Амхара е разделен на 11 зони, а всяка зона е разделена на общини, в Етиопия наричани уореди. Уоредите на Амхара са общо 105.

## Демография
Базирана на статистическата агенция на Етиопия, населението на страната е 19 120 005 души, от които 9 555 001 мъже и 9 565 004 жени. Близо 88,5% (или 16 925 000 души) живеят по селата на Амхара, а 11,5% (или 2 195 000 души) живеят в градовете. Гъстотата на населението е 120,12 души на квадратен километър (д/км²).
От общото население на региона, 81,5% са православни християни, 18,1% мюсюлмани и 0,1% протестанти.

## Животновъдство
Според статистиката, през 2005 г. в региона има 6 390 800 овце, 4 101 770 кози, 257 320 коне, 14 270 камили.